# Krocken
Krocken är en svensk långfilm som hade premiär 27 mars 2018. Filmen regisserades av Lena Koppel som också stod för manus tillsammans med Otto Runmark.

## Handling
Noah driver ett pensionat. Hon är också en äktenskapsrådgivare. I filmen kommer två par, som är helt olika vilket ställer till det en del, till pensionatet för att få hjälp med sina äktenskap. 

## Rollista
- Siw Erixon – Kajsa
- Magdalena in de Betou – Maggan
- Jacob Koppel – Jens
- Andrea Ung Malmberg – Lee
- Claes Malmberg – Leffe
- Erik Ståhlberg – Phillip
- Jill Ung – Noah